# Extreme E

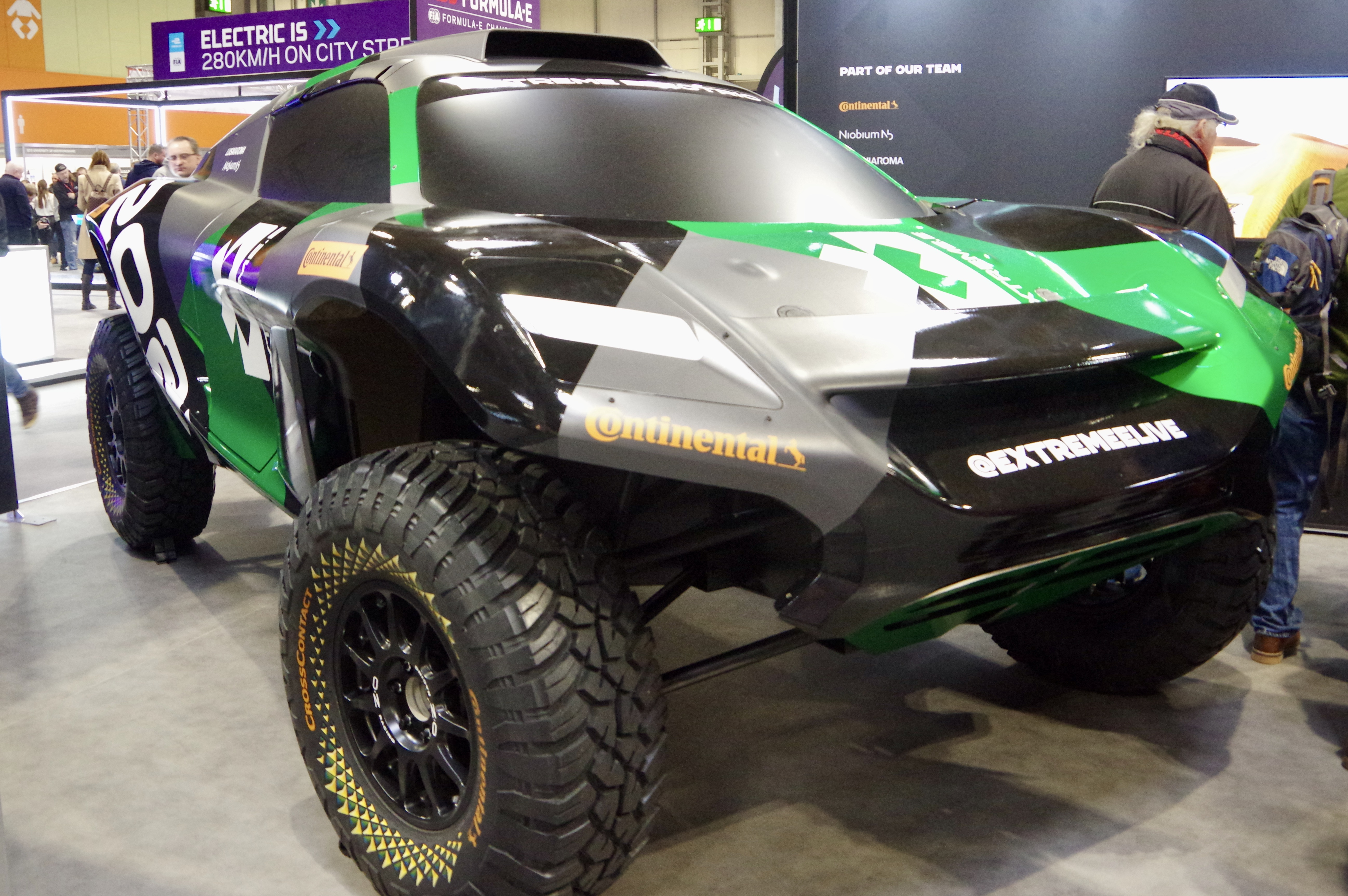
Vehículo de Extreme E.

Extreme E es una categoría de competición de automóviles todoterreno eléctricos, compitiendo en lugares extremadamente remotos del mundo, que fueron afectados por el cambio climático, en un intento de generar conciencia sobre esa problemática.
Fue fundado por el fundador de la Fórmula E, Alejandro Agag y el expiloto Gil de Ferran en 2018, y la temporada inaugural comenzó en 2021.

## Automóvil
El automóvil de la categoría es el ODYSSEY 21, desarrollado por Spark Racing Technologies, y cada marca participante desarrollará su propio tren de potencia. Mientras que Continental es el suministrador único de neumáticos y Williams Advanced Engineering proveerá el sistema de baterías.
Los ODYSSEY 21 aceleran de 0 a 100 km/h en 4,5 segundos, con una velocidad máxima de 200 km/h.

## Calendario
Todos los eventos se celebrarán durante tres días. El trazado de la carrera será organizada por los expertos para minizimar el impacto ambiental, y las etapas tendrán una longitud de entre 6 y 10 km. El calendario se oficializó el 17 de diciembre de 2019. 
Después de varios retrasos y cambios, el 14 de enero de 2021 se confirmó el siguiente calendario: 
| Región   | País anfitrión | Localización  | Fecha                      |
| -------- | -------------- | ------------- | -------------------------- |
| Desierto | Arabia Saudita | Al-Ula        | 3–4 de abril de 2021       |
| Océano   | Senegal        | Lago Rosa     | 29–30 de mayo de 2021      |
| Ártico   | Groenlandia    | Kangerlussuaq | 28–29 de agosto de 2021    |
| Isla     | Italia         | Cerdeña       | 23–24 de octubre de 2021   |
| Jurásico | Reino Unido    | Dorset        | 18–19 de diciembre de 2021 |

## Equipos y pilotos
| Equipo                         | N.º | Piloto                    |
| ------------------------------ | --- | ------------------------- |
| Abt Cupra XE                   | 125 | Nasser Al Attiyah         |
| Abt Cupra XE                   | 125 | Klara Andersson           |
| Acciona Sainz XE Team          | 55  | Mattias Ekström           |
| Acciona Sainz XE Team          | 55  | Laia Sanz                 |
| Andretti United Extreme E      | 23  | Timmy Hansen              |
| Andretti United Extreme E      | 23  | Catie Munnings            |
| SEGI TV Chip Ganassi Racing    | 99  | Amanda Sorensen           |
| SEGI TV Chip Ganassi Racing    | 99  | RJ Anderson               |
| Hispano-Suiza Xite Energy Team | 42  | Timo Scheider             |
| Hispano-Suiza Xite Energy Team | 42  | Christine Giampaoli Zonca |
| JBXE                           | 22  | Heikki Kovalainen         |
| JBXE                           | 22  | Hedda Hosas               |
| Rosberg X Racing               | 6   | Johan Kristoffersson      |
| Rosberg X Racing               | 6   | Mikaela Ahlin-Kottulinsky |
| Veloce Racing                  | 5   | Kevin Hansen              |
| Veloce Racing                  | 5   | Molly Taylor              |
| Team X44                       | 44  | Sébastien Loeb            |
| Team X44                       | 44  | Cristina Gutiérrez        |

## Palmarés
| Año  | Constructor | Piloto               | Piloto             |
| Año  | Constructor | Masculino            | Femenino           |
| ---- | ----------- | -------------------- | ------------------ |
| 2021 | RXR         | Johan Kristoffersson | Molly Taylor       |
| 2022 | Team X44    | Sébastien Loeb       | Cristina Gutiérrez |